# Higiene bucodental

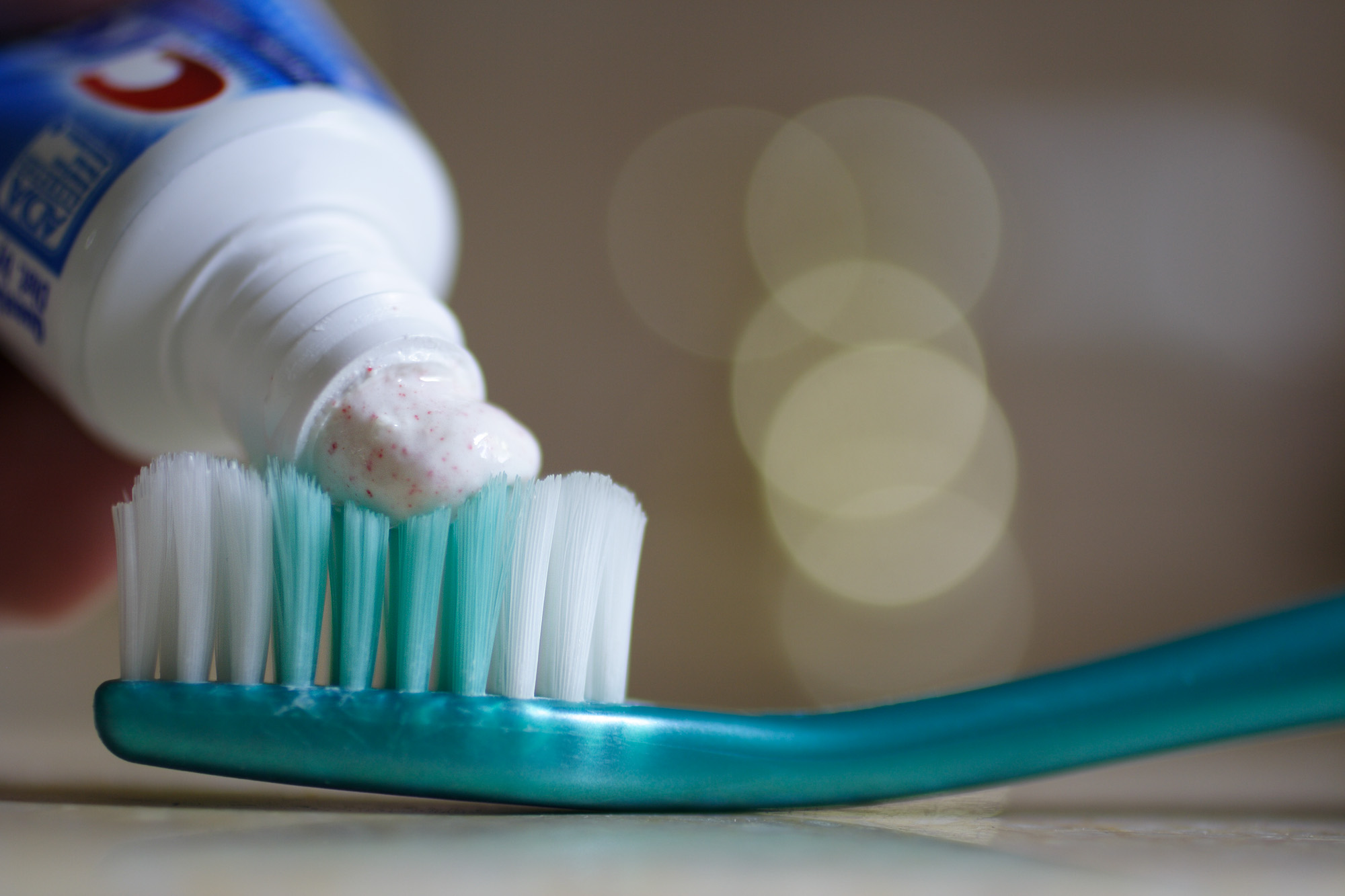
La higiene bucal adequada requereix un raspallat regular i una neteja interdental

La higiene bucodental o higiene oral és la pràctica de mantenir la cavitat bucal neta i lliure de malaltia i altres problemes (per exemple, mal alè) mitjançant un regular raspallat de les dents (higiene dental), adoptant, així, uns bons hàbits d'higiene. És important que la higiene bucal es dugui a terme de manera regular per permetre la prevenció de les malalties dentals i el mal alè. Els tipus més comuns de malalties dentals són la càries dental i les malalties de les genives, inclosa la gingivitis i la periodontitis.
Les pautes generals per als adults suggereixen raspallar-se almenys dues vegades al dia amb pasta de dents fluorada: raspallar-se abans d'anar a dormir a la nit i després d'esmorzar al matí. La neteja entre les dents s'anomena neteja interdental i és tan important com el raspall de dents. Això es deu al fet que un raspall de dents no pot arribar entre les dents i, per tant, només elimina al voltant del 50% de la placa de la superfície de les dents. Hi ha moltes eines disponibles per a la neteja l'interdental que inclou fil dental, cinta adhesiva i raspall interdental; depèn de cada individu triar quina eina prefereix utilitzar.

De vegades, les dents blanques o rectes s'associen amb la higiene bucal. Tanmateix, una boca higiènica pot tenir les dents tacades o les dents tortes. Per millorar l'aspecte de les seves dents, les persones poden utilitzar tractaments de blanquejament dental i ortodòncia. 

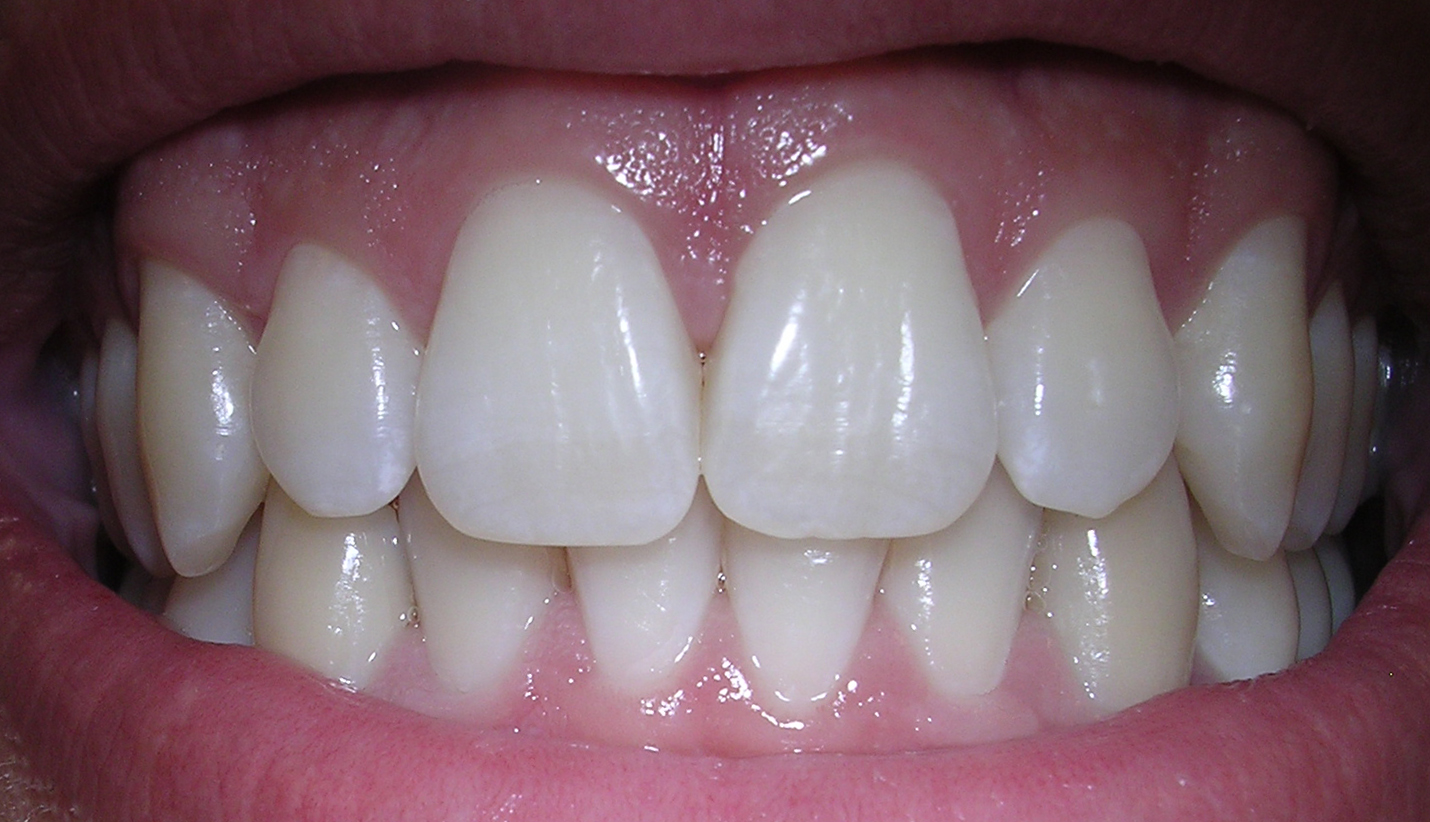
Un somriure saludable

La importància del paper del microbioma oral en la salut dental s'ha reconegut cada cop més. Les dades de la investigació de microbiologia oral humana mostren que una microflora comensal poden canviar a una flora patògena oportunista mitjançant canvis complexos en el seu entorn. Aquests canvis són impulsats per l'hoste més que pels bacteris. L'evidència arqueològica de la placa dental calcificada mostra canvis marcats en el microbioma oral cap a una malaltia. - microbioma associat amb bacteris cariogènics que es van convertir en dominants durant la Revolució Industrial. L'Streptococcus mutans és el bacteri més important en la causa de la càries. La microbiota oral moderna és significativament menys diversa que les històriques. La càries, per exemple, s'han convertit en una malaltia endèmica important, que afecta entre el 60 i el 90% dels escolars dels països industrialitzats. En canvi, la càries i les malalties periodontals eren rares en els preneolítics i els homínids primitius.